# Seston
Seston – zawiesina w wodzie, unoszące się w toni wodnej cząstki stałe. Wyróżnia się: 
- bioseston – część ożywioną sestonu (plankton)
- abioseston – część nieożywioną sestonu (trypton).

Seston zmniejsza przezroczystość wody, wpływając na wartości współczynnika dyfuzyjnego osłabienia oświetlenia i zasięgu widzialności.